# K. C. Rivers
Kelvin Creswell Rivers (besser bekannt als K. C. Rivers, * 1. März 1987 in Charlotte, North Carolina) ist ein US-amerikanischer Basketballspieler. Er spielt auf der Position des Shooting Guards. Rivers erhielt 2014 die guinea-bissauische Staatsbürgerschaft.

## Laufbahn
K. C. Rivers begann seine Laufbahn in der Oak Hill Academy in Grayson County, Virginia. Nach seinem Abschluss ging er auf die Clemson University, wo er von 2005 bis 2009 für die Clemson Tigers in der Atlantic Coast Conference der NCAA spielte. Beim NBA-Draft 2009 wurde er von keinem Team gewählt.
Daraufhin wechselte Rivers in die italienische Legadue, wo er seine erste Saison als Profi bei Latina Basket begann, jedoch aufgrund seiner starken Leistungen schon im Dezember 2009 vom Erstligisten Benetton Treviso verpflichtet wurde. Mit diesen feierte er am 5. Januar 2010 gegen Cholet Basket sein Debüt im ULEB Eurocup. Im Anschluss unterschrieb er für den französischen Klub Chorale Roanne Basket, wechselte jedoch bereits im Januar 2011 zurück nach Italien, wo er den Rest der Saison für Virtus Bologna spielte. Im Sommer 2011 ging Rivers nach Russland, wo er jeweils eine Spielzeit für Lokomotive Kuban und BK Chimki bestritt. Mit letzteren debütierte er am 11. Oktober 2012 gegen Fenerbahçe Ülker in der EuroLeague.
Im Anschluss verließ er Europa und kehrte in die Vereinigten Staaten zurück, wo er es 2013/14 für die Reno Bighorns in der NBA Development League auf durchschnittlich 15,8 Punkte und 4 Rebounds pro Spiel brachte.
Im Sommer 2014 unterschrieb er für den spanischen Erstligisten Real Madrid. Mit den Hauptstädtern gewann er auf Anhieb die Triple Crown bestehend aus spanischer Meisterschaft, spanischem Pokal sowie dem höchsten europäischen Vereinswettbewerb, der EuroLeague.
Am 8. September 2015 unterschrieb er einen bis zum 20. Dezember datierten Vertrag beim FC Bayern München. Während seiner Zeit in München brachte er es auf durchschnittlich 10,8 Punkte in der EuroLeague und führte die Mannschaftsstatistik mit 15 Zählern pro Spiel in der Basketball-Bundesliga an. Im Anschluss kehrte er zu Real Madrid zurück.

## Erfolge und Ehrungen
Clemson Tigers
- All-ACC Second Team: 2007/08
- All-ACC Honorable Mention: 2008/09

Real Madrid
- EuroLeague: 2014/15
- Spanische Meisterschaft: 2014/15
- Spanischer Pokal: 2014/15
- Spanischer Supercup: 2014

Panathinaikos Athen
- Griechischer Meister: 2017, 2018
- Griechischer Pokalsieger: 2017